# Melastrota
Melastrota är ett släkte av fjärilar. Melastrota ingår i familjen björnspinnare.
Kladogram enligt Catalogue of Life:
| Melastrota | \| \| Melastrota dona \| \| \| \| \| \| Melastrota nigrisquamata \| \| \| \| |
|            | \| \| Melastrota dona \| \| \| \| \| \| Melastrota nigrisquamata \| \| \| \| |
|            | Melastrota dona                                                              |
|            |                                                                              |
|            | Melastrota nigrisquamata                                                     |
|            |                                                                              |